# Rimae Maestlin
Le Rimae Maestlin sono una struttura geologica della superficie della Luna.